# Mehmet Shehu
Mehmet Ismail Shehu, född den 10 januari 1913 i Çorrushi, död den 18 december 1981 i Tirana, var en albansk militär och kommunistisk politiker. Han efterträdde Enver Hoxha som ordförande i Albaniens ministerråd 1954 och behöll denna post fram till sin död 1981. Under andra världskriget spelade han en viktig roll i Albaniens frigörelse. Han var en av de generaler som deltog i befrielsen av Tirana från Nazityskland 1944. Därefter steg han i rang och blev en av de ledande politikerna i Albanien. Tillsammans med Enver Hoxha styrde han landet fram till sin död.

## Biografi

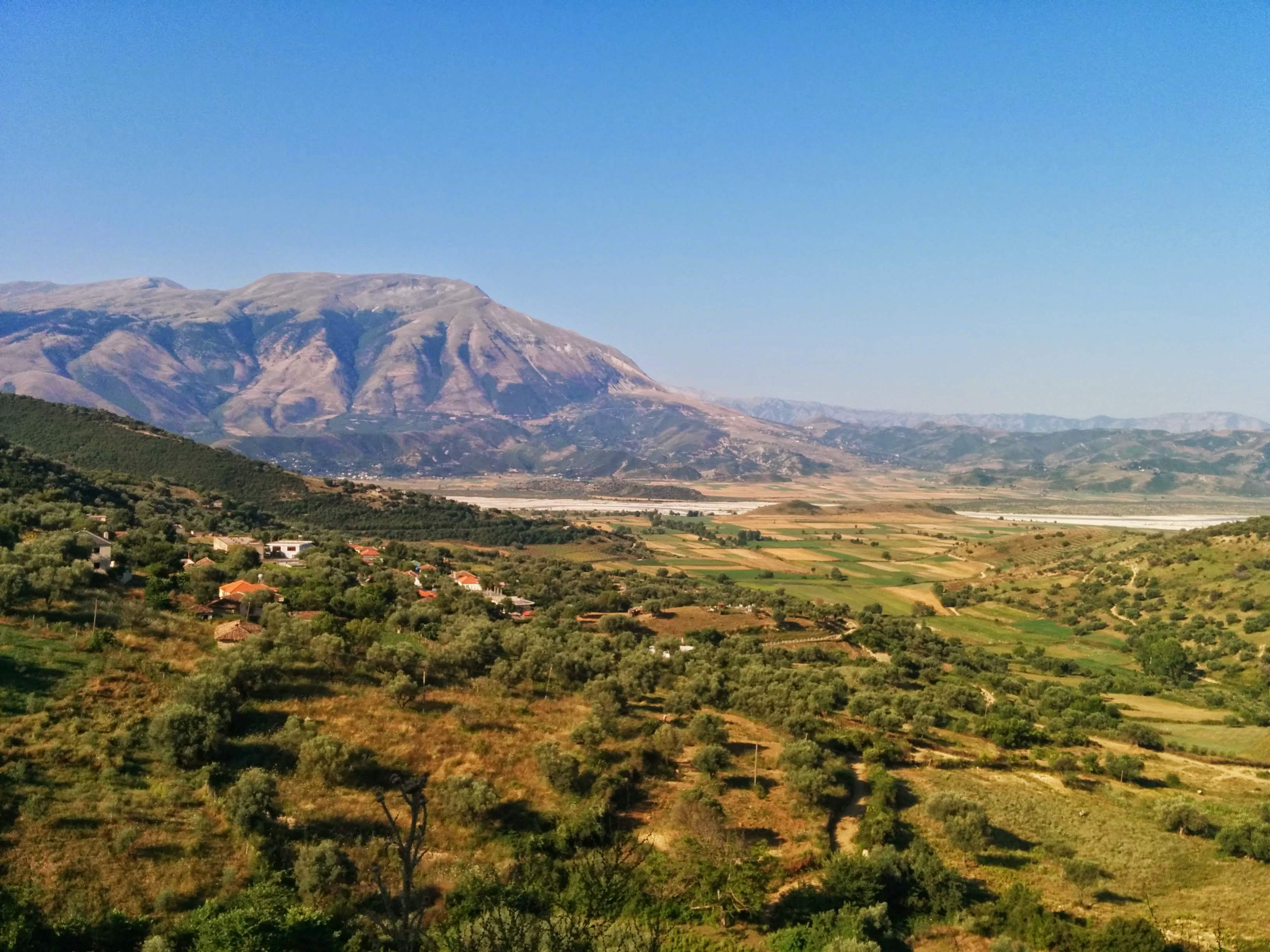
Vy över Çorrushi.

Shehu föddes i byn Çorrushi, nära Mallakastra i Albanien. Han var son till imamen Ismail Shehu och den äldste av fyra bröder. Shehu gick grundskolan i hembyn och fick sin gymnasieutbildning i Tirana. Han gifte sig med Fiqirete Sanxhaktari och de fick tre söner. År 1935 erhöll han ett stipendium från det albanska utbildningsministeriet. Det tillät honom att studera på en militärskola i Neapel i Italien, men på grund av hans prokommunistiska aktiviteter drogs Shehus stipendium in och han återkallades till Albanien där han fängslades.

Garibaldibrigadens flagga.

I november 1937 lämnade han Albanien för Spanien där han deltog i spanska inbördeskriget. Han blev medlem i Spaniens kommunistiska parti och gick med i Garibaldibrigaden där han befordrades till ställföreträdande befälhavare för den 4:e bataljonen. Efter kriget flydde han till Frankrike där han tillfångatogs den 9 februari 1939 och fängslades.

### Andra världskriget

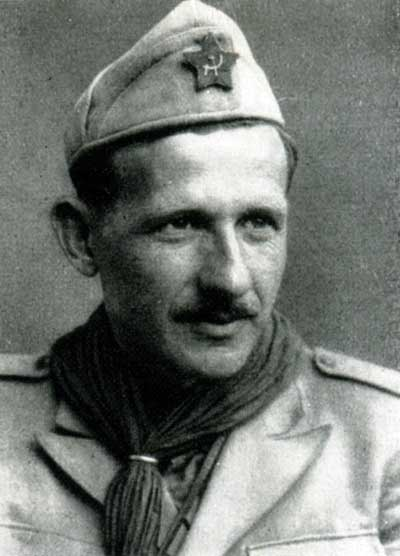
Mehmet Shehu som partisan 1944.

Den 10 augusti 1942 flyttades han av fransmännen till ett fängelse i Tirana där han satt fängslad i 24 dagar. Efter att ha lämnat fängelset kom han i kontakt med kommunisterna i Vloraregionen och började så småningom att organisera och mobilisera en egen militär styrka. Den 4 februari 1943 valdes han till befälhavare för ett nytt kompani i Mallakastraregionen och stred i Gjormi, Patosi, Selenica och på andra platser. Under sommaren samma år spelade han en viktig roll när man lyckades tillintetgöra Sadik Premtjas antikommunistiska styrkor i Vloraregionen. Den 15 augusti 1943 steg han i rang till följd av sin framgångsrika roll i Mallakastra och befordrades till befälhavare för den 1:a anfallsbrigaden. År 1944 blev han medlem i det antifascistiska rådet och befordrades till överste. Vid bildandet av den 1:a divisionen befordrades han till ställföreträdande befälhavare och senare i augusti 1944 till befälhavare. I november 1944, efter att ha spelat en viktig roll under befrielsen av Tirana från tyskarna, befordrades han till generalmajor.

### Politiker
Efter kriget började Shehu att studera vid en rysk militärskola i Moskva. Under sin tid där träffade han Stalin som sägs ha gillat honom. Han återkallades emellertid till Albanien innan han hann slutföra sina studier och befordrades i augusti 1946 till stabschef samt blev medlem i generalrådet. 
Efter att ha spelat en viktig roll i befrielsen av Albanien och i moderniseringen av armén blev han medlem i politbyrån vid den första kongressen för Albaniens kommunistiska parti. Shehu utmärktes också i sin kampanj gentemot de jugoslaviska sympatisörerna inom partiet och sin lojalitet gentemot Sovjetunionen. Den 8 juli 1949 befordrades han till generallöjtnant.
År 1954 efterträdde han Enver Hoxha som ordförande i ministerrådet, landets regering, en post som han innehade i 27 år. Han etablerade sig som regimens andre man bakom ledaren Enver Hoxha och var under lång tid en av dennes mest betrodda och närmaste medarbetare. Shehu var, i likhet med resten av de i ledningen för det styrande Albaniens arbetarparti, en hårdför stalinist och ska under en kongress i Moskva ha sagt: ”Den som motsätter sig oss på något sätt kommer att få en spottloska på sin kind, ett slag på sin käke och, om nödvändigt, en kula i sitt huvud.” Som regeringschef var Shehu ansvarig för den omfattande medborgarkontroll som bedrevs inom landet och spelade en betydande roll i utformandet av den likaledes omfattande polisstat som växte fram i Albanien efter kriget samt i uppbyggnaden av den sedermera fruktade säkerhetstjänsten Sigurimi. Han var även pådrivande i beslutet att stödja Kina framför Sovjetunionen i den sino-sovjetiska ideologiska konflikt som blossade upp under slutet av 1950-talet, som innebar en brytning i de albansk-sovjetiska förbindelserna 1961.

### Slutet
Under senare år föll Shehu av oklara skäl i onåd hos Enver Hoxha. I december 1981 anklagades han för bristande lojalitet och spionage för Jugoslaviens räkning, och avled kort därefter. Den officiella dödsorsaken var självmord, men det finns spekulationer om att han mördats.
Dagen innan hans död hade alla medlemmar i politbyrån samlats till ett möte. Under mötet kritiserades han för att ha godkänt trolovningen mellan hans egen son och en kvinna vars pappas politiska bakgrund var olämplig. Mehmet Shehu gav en redogörelse för sin agerande och uttryckte självkritik i vilken han sa att han inte ägnat tillräcklig tid åt sina barns utbildning och fostran. Mötet fortsatte fram till nio på kvällen och Enver Hoxha föreslog att de skulle sluta för dagen och fortsätta med utfrågningen dagen efter. Enligt livvakten Ali Çeno bad Shehu honom att vara försiktigt och att han skulle säkra området. Politbyråns möte skulle fortsätta klockan tio nästa morgon. Dagen efter hittades han död i sitt sovrum med filten upp till huvudet och en pistol vid fotändan. Ali Çeno var en av de första som hittade kroppen och det första han gjorde var att ringa Ramiz Alia där han förklarade att Shehu hade begått självmord. Enligt Ali Çeno blev Ramiz Alia inte alls överraskad och svarade med likgiltig ton, ”nej, verkligen!”
Efter Shehus död gjorde Enver Hoxha gällande att han skulle ha varit ”multiagent” åt såväl Gestapo som de jugoslaviska säkerhetstjänsterna, den italienska säkerhetstjänsten SIM, den amerikanska säkerhetstjänsten CIA och den sovjetiska säkerhetstjänsten KGB och ha utgjort ”en dödlig fara för det albanska folkets frihet och självständighet.” Dessa anklagelser ansågs av internationella bedömare som produkter av Enver Hoxhas paranoia. Trovärdigheten i hans anklagelser mot Shehu minskade ytterligare när Enver Hoxha hävdade att Shehu hade tagit sitt liv efter att ha fått utstå stark kritik på grund av sin sons trolovning.
Efter Shehus död greps och fängslades hans familj. Hans änka dog av hjärtattack i fängelset 1988 och en av hans söner, Vladimir, begick självmord genom att slänga sig på de elektriska ledningarna som omgav fängelset. Hans två andra söner Bashkim och Skender satt fängslade i Burreli. Efter kommunismens fall 1991 började hans söner leta efter hans kvarlevor. De letade i tio år och hittade kvarlevorna i en omärkt grav strax utanför Tirana.